# Titus Manlius Imperiosus Torquatus
Titus Manlius Torquatus war ein römischer Patrizier des 4. Jahrhunderts v. Chr. aus der Gens Manlia. Er war dreimal römischer Konsul.

## Leben
In Titus Livius’ Geschichtswerk Ab urbe condita wird er erstmals erwähnt, als er sich durch Sohnesliebe gegenüber seinem Vater auszeichnet, als dieser wegen Härte bei der Aushebung vor Gericht gestellt wird:

„Unter anderem machte ihm [dem Vater] der Tribun zum Vorwurf, dass er seinen Sohn [Titus Manlius Torquatus], einen jungen Mann, dem nichts Schimpfliches nachzuweisen war, aus der Stadt verbannt, von seinem Haus und den Hausgöttern, dem Forum, dem Tageslicht und dem Umgang mit Gleichaltrigen ausgeschlossen und zu Sklavenarbeit geradezu in einen Kerker und in ein Arbeitshaus gesteckt habe, wo der junge Mann, der Sproß einer hochangesehenen Familie und Sohn eines Diktators, durch sein tägliches Elend erfahre, dass er wahrhaftig von einem herrischen Vater abstamme. Aber wegen welchen Vergehens? Weil er weniger beredt sei und nicht zungenfertig. Hätte der Vater dieser angeborenen Schwäche nicht Förderung zukommen lassen müssen, wenn eine Spur von Menschlichkeit in ihm gewesen wäre, oder mußte er sie bestrafen und durch Quälereien auffallend machen? Nicht einmal die stummen Tiere hegten und pflegten ihre Jungen weniger, wenn eins von ihnen sich zu wenig nach Wunsch entwickle.“

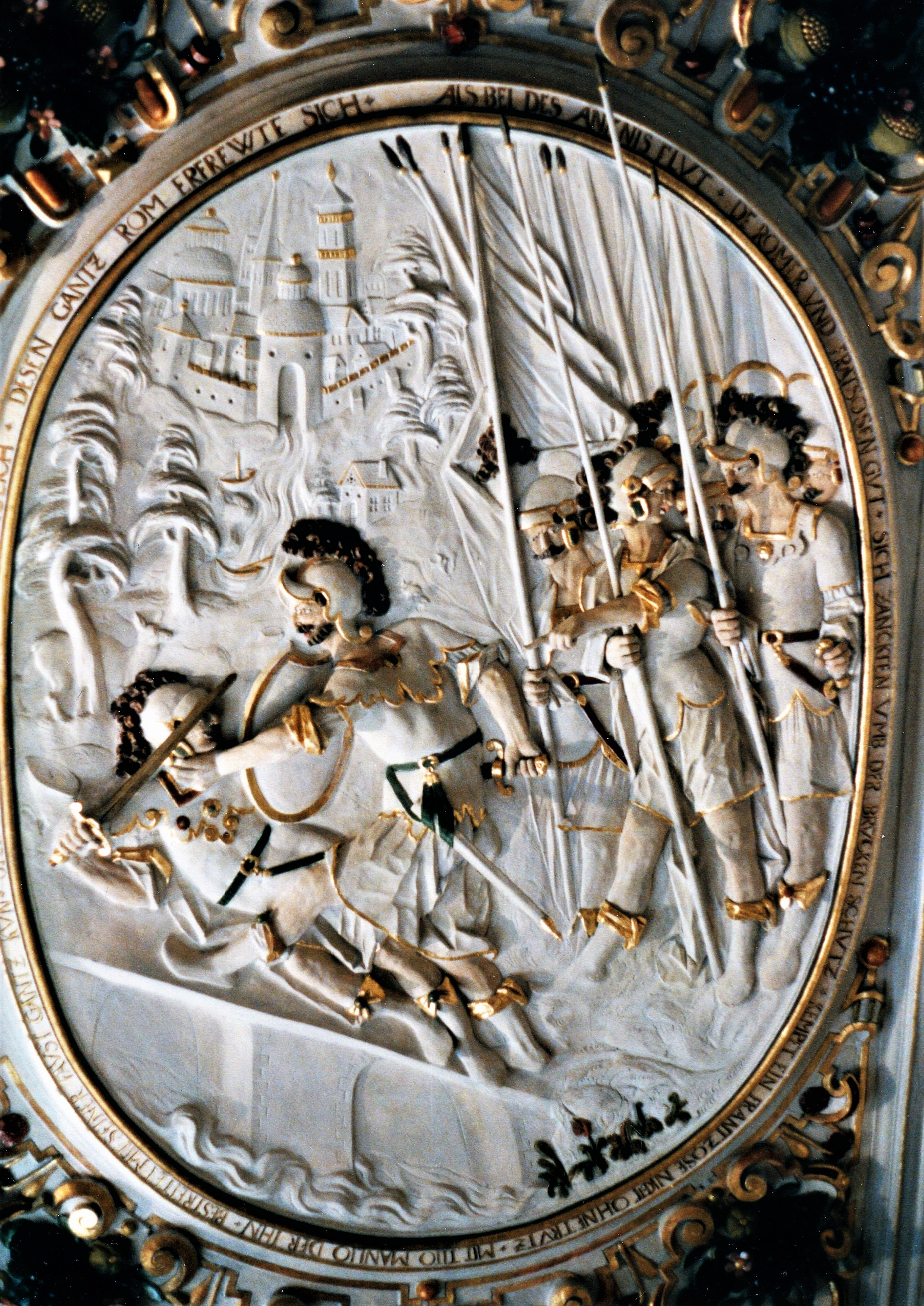
Titus Manlius’ Kampf gegen den Gallier, Relief von 1598 im Schloss Weikersheim

Der Sohn bedrohte daraufhin den Ankläger, den Volkstribun Marcus Pomponius, mit einem Dolch, so dass dieser die gegen seinen Vater Lucius Manlius Imperiosus vorgebrachten Vorwürfe der Gewalttätigkeit zurücknahm. Als Belohnung wurde Titus Manlius schließlich sogar das Amt des Militärtribuns verliehen. Die Geschichte beschreibt die pietas patris, die Ehrerbietung der römischen Gesellschaft dem Vater gegenüber.
Als Militärtribun besiegte er um das Jahr 360 v. Chr. (ähnlich wie Marcus Valerius Corvus) im Zweikampf einen an Körpergröße ungewohnt großen Gallier. Sein Beiname Torquatus wurde ihm aufgrund einer Halskette (torquis) verliehen, die er dabei erbeutete. Der Ehrenname galt für seine ganze Familie und auch seine Nachkommen.

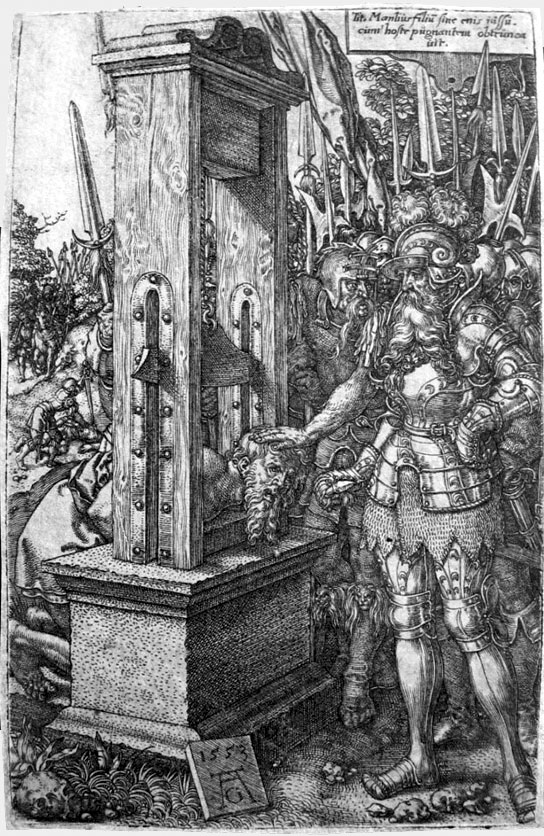
Titus Manlius enthauptet seinen Sohn (Kupferstich von 1553)

Titus Manlius Torquatus wurde der römischen Überlieferung zufolge dreimal – 353, 349 und 320 v. Chr. – zum Diktator ernannt und war römischer Konsul in den Jahren 347, 344 und 340 v. Chr. Jedoch sind die Ereignisse dieser frühen Phase der römischen Geschichte allem Anschein nach bei den antiken Geschichtsschreibern häufig fehlerhaft überliefert, und Manlius' erste zwei angebliche Amtszeiten als Diktator werden in der modernen Forschung als unhistorisch betrachtet.
In seinem dritten Konsulat schlug Titus Manlius Torquatus die Latiner in der Schlacht von Trifanum. Während den Auseinandersetzungen mit den Latinern soll er seinen gleichnamigen Sohn zum Tode verurteilt und hingerichtet haben. Dieser hatte gegen den Befehl seines Vaters auf einem Erkundungsritt eine Gruppe Römer verspottender Latiner getötet. Titus Manlius Torquatus, bei dem die Disziplin des Heeres an erster Stelle kam, ließ seinen Sohn an den Pfahl binden und enthaupten.